# Eva Klein
Eva Klein (născută Eva Fischer; n. 22 ianuarie 1925, Budapesta, Regatul Ungariei – d. 19 ianuarie 2025, Lidingö⁠(d), Comitatul Stockholm, Suedia) a fost om de știință suedezo-maghiar, cel mai bine cunoscută pentru descoperirea în 1960 a celulelor NK și a liniilor de celule din limfomul Burkitt. Născută în Ungaria în 1925, Klein a lucrat la Institutul Karolinska de când a părăsit Ungaria în 1947. Fiind o evreică tânără, a suferit de pe urma discriminării și a supraviețuit ocupației germane, ascunzându-se. Medic cu un doctorat în biologie, ea a lucrat în domeniul imunologiei cancerului și în virusologie. Ea a colaborat cu soțul ei, George Klein. Ambii sunt considerați ca fiind fondatorii imunologiei cancerului. Au avut trei copii.

## Viața timpurie și educație
Eva Fischer s-a născut pe 22 ianuarie 1925 la Budapesta, Ungaria, într-o familie de evrei. Ea a urmat cursurile unei școli private, fiind interesată de sport, teatru și știință (inspirată de viața și munca lui Marie Curie). După ce a terminat liceul, alegerile privind cariera au fost constrânse de situația politică instabilă, care a dus la agravarea anti-semitismului și a persecuției evreilor după ce Ungaria a fost ocupată de Germania.
Fischer a urmat cursurile de medicină din cadrul Universității Pázmány Péter din Budapesta. Între 1944 și 1945 ea și mai mulți membri ai familiei ei au supraviețuit ascunzându-se la Institutul de Histologie de la Universitatea din Budapesta. Au fost ajutați de către János Szirmai, inclusiv cu falsificarea de documente. Szirmai a primit titlul de Drept între popoare din partea institutului Yad Vashem. Fischer s-a oprit din ei studiile medicale pentru a urma o carieră în teatru, dar a revenit la medicină.
Eva s-a căsătorit încă pe când era studentă la medicină cu George Klein, lăsând Ungaria pentru a trăi în Suedia în 1947. Ea și-a finalizat studiile la Institutul Karolinska din Stockholm, Suedia, în 1955.
În plus, Klein a primit titluri onorifice din partea Universității din Nebraska (în 1993) și a Universității de Stat din Ohio (în 2003).